# Ravazd megállóhely
Ravazd megállóhely egy megszűnt Győr-Moson-Sopron vármegyei vasúti megállóhely, amit a MÁV üzemeltetett. A névadó település központjától 1,5-2 kilométerre, már Pannonhalma déli külterületei között létesült, a mai 8225-ös út vasúti keresztezésének északi oldalán, közúti elérését ez az út biztosította.

## Áthaladó vasútvonalak
- Győr–Veszprém-vasútvonal (11)

## Kapcsolódó állomások
A megállóhelyhez az alábbi állomások vannak a legközelebb:
- Pannonhalma vasútállomás (Győr vasútállomás, Győr–Veszprém-vasútvonal)
- Tarjánpuszta vasútállomás (Veszprém vasútállomás, Győr–Veszprém-vasútvonal)

## Külső hivatkozások
- Ravazd megállóhely. Magyarország vasútállomásai és vasúti megállóhelyei. vasutallomasok.hu